# Erich Schriever
Erich Walter Schriever (6 de agosto de 1924-29 de abril de 2020) fue un deportista suizo que compitió en remo.
Participó en los Juegos Olímpicos de Londres 1948, obteniendo una medalla de plata en la prueba de cuatro con timonel. Ganó tres medallas en el Campeonato Europeo de Remo entre los años 1947 y 1954.

## Palmarés internacional
| Juegos Olímpicos   | Juegos Olímpicos         | Juegos Olímpicos  | Juegos Olímpicos   |
| Año                | Lugar                    | Medalla           | Prueba             |
| ------------------ | ------------------------ | ----------------- | ------------------ |
| 1948               | Londres (Reino Unido)    | Medalla de plata  | Cuatro con timonel |
| Campeonato Europeo |                          |                   |                    |
| Año                | Lugar                    | Medalla           | Prueba             |
| 1947               | Lucerna (Suiza)          | Medalla de bronce | Ocho con timonel   |
| 1953               | Copenhague (Dinamarca)   | Medalla de oro    | Doble scull        |
| 1954               | Ámsterdam (Países Bajos) | Medalla de plata  | Doble scull        |